# Hans Jakob von Breidbach

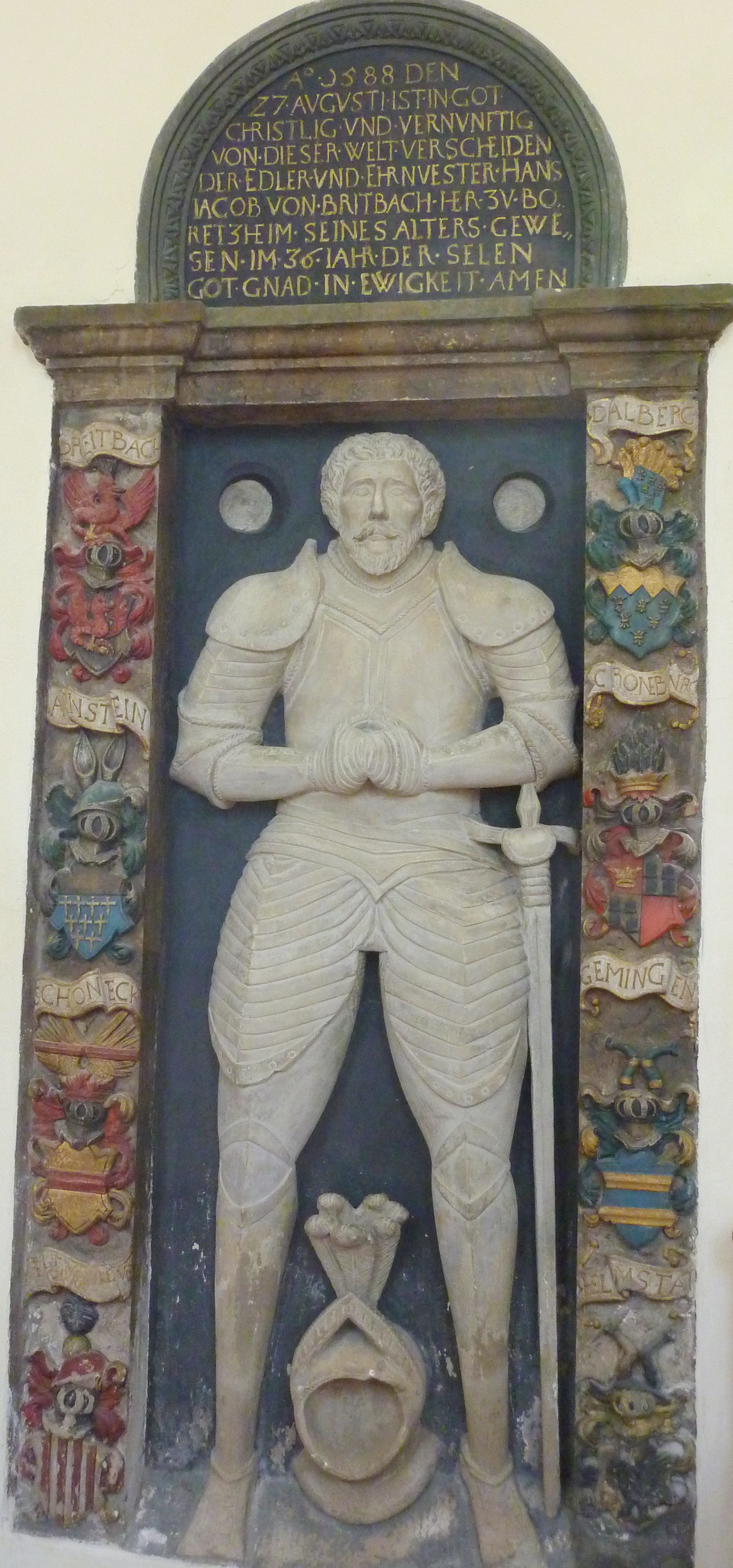
Epitaph für Hans Jakob von Breidbach, oben die Inschrift, an den Seiten die acht Ahnenwappen

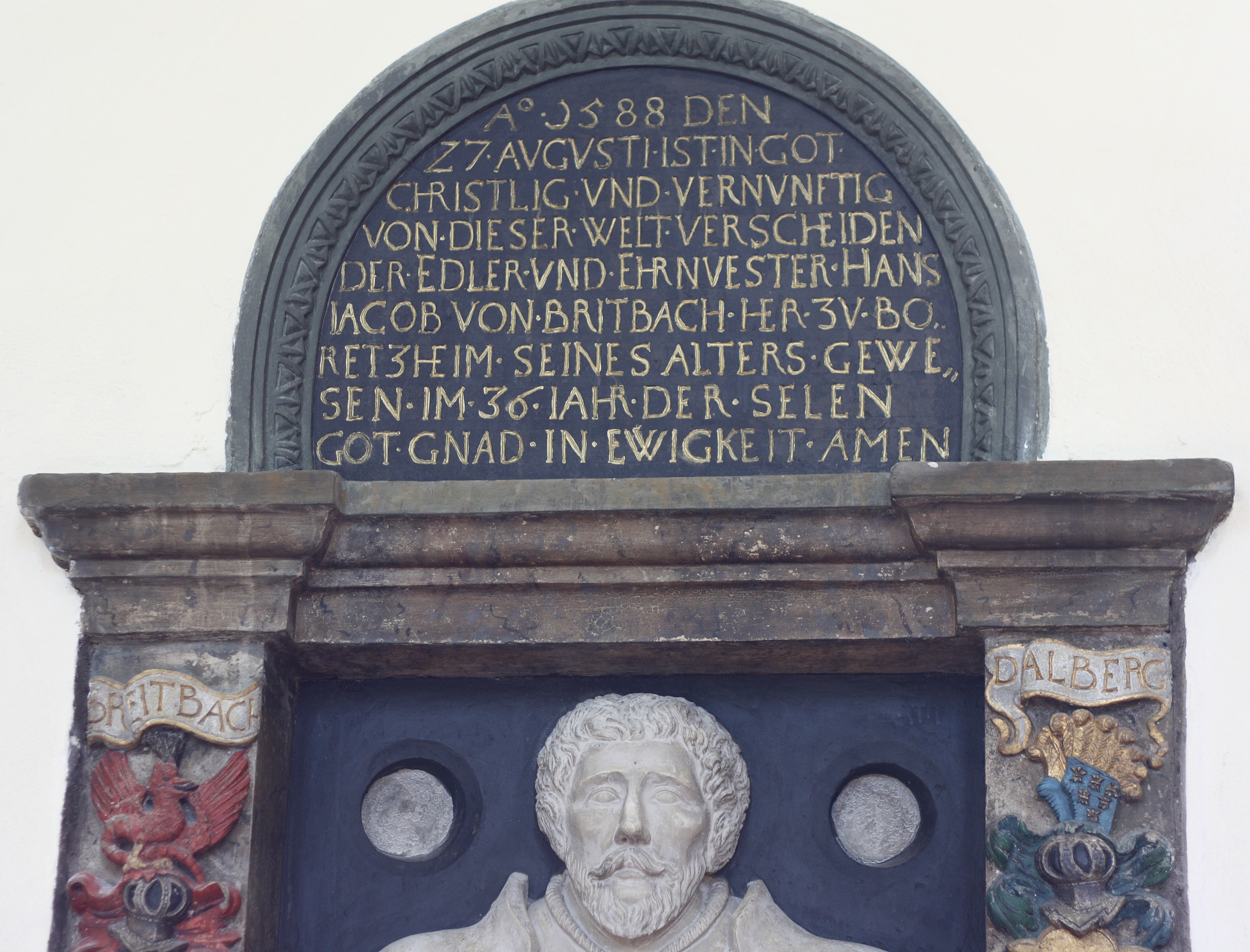
Inschrift

Hans Jakob von Breidbach (* 1552; † 27. August 1588) war ein Ritter und Grundherr, dessen Familie von Breidbach zu Bürresheim auf Schloss Bürresheim saß. Die Familie wurde später auch als von Breitbach-Bürresheim bezeichnet.

## Leben
Er war verheiratet mit Gertrud Schall von Bell. In der Kirche St. Johannes Baptist der Ortsgemeinde Sankt Johann im Landkreis Mayen-Koblenz (Rheinland-Pfalz) befindet sich ein Epitaph für Hans Jakob von Breidbach. Der Ritter wird in Rüstung dargestellt, zwischen seinen Beinen liegt ein Helm mit Federbusch. Die Inschrift lautet: 

„ANNO 1588 DEN 27. AUGUSTI IST IN GOT CHRISTLIG UND VERNUNFTIG VON DIESER WELT VERSCHEIDEN DER EDLER UND EHRNVESTER HANS JACOB VON BRITBACH HER ZU BORETZHEIM SEINES ALTERS GEWESEN IM 36. JAHR DER SELEN GOT GNAD IN EWIGKEIT, AMEN.“

Die Ahnenwappen auf den seitlichen Pilastern bezeichnen die Familien: Breitbach, Lahnstein, Schöneck, Haegt von Leudsdorf, Dalberg, Kronenburg, Gemmingen und Helmstatt.

Ahnenwappen
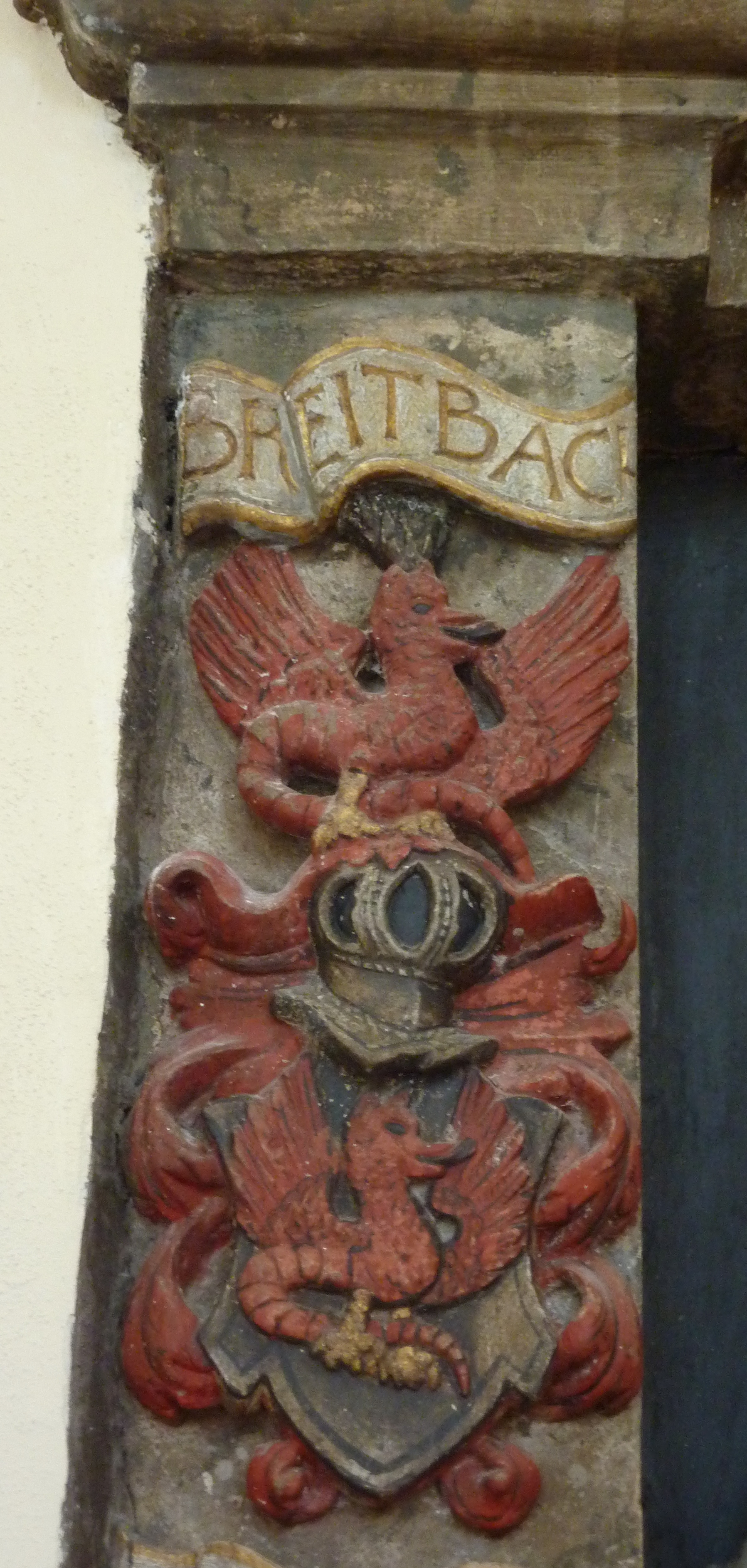
Breitbach
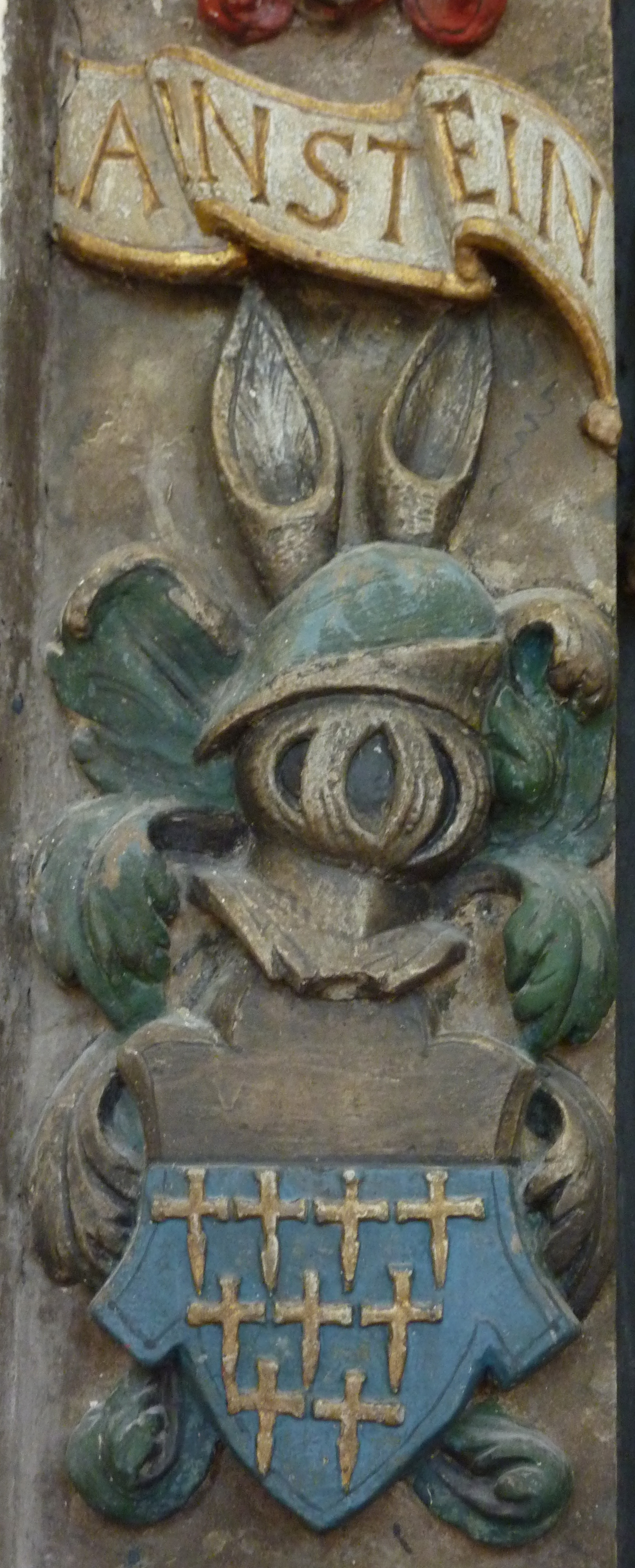
Lahnstein
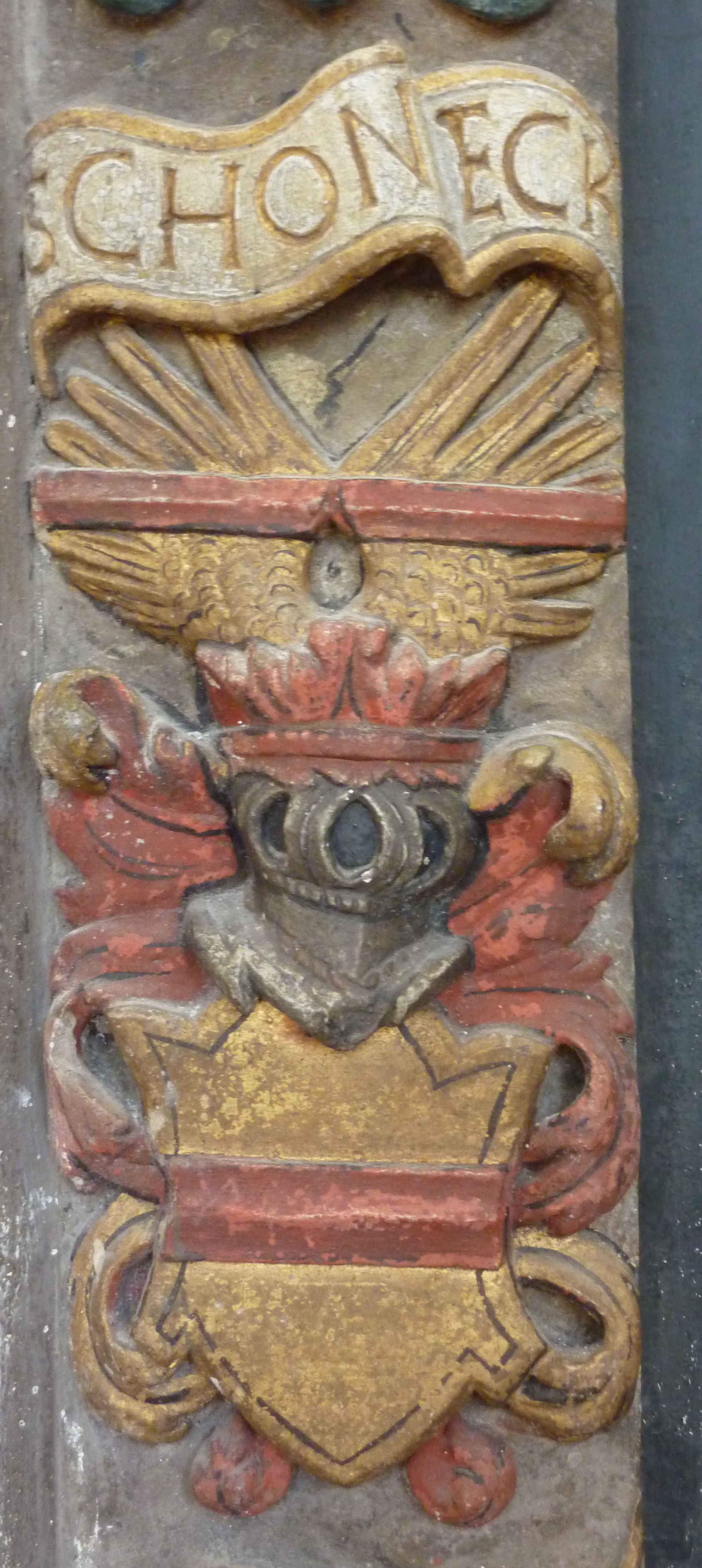
Schöneck
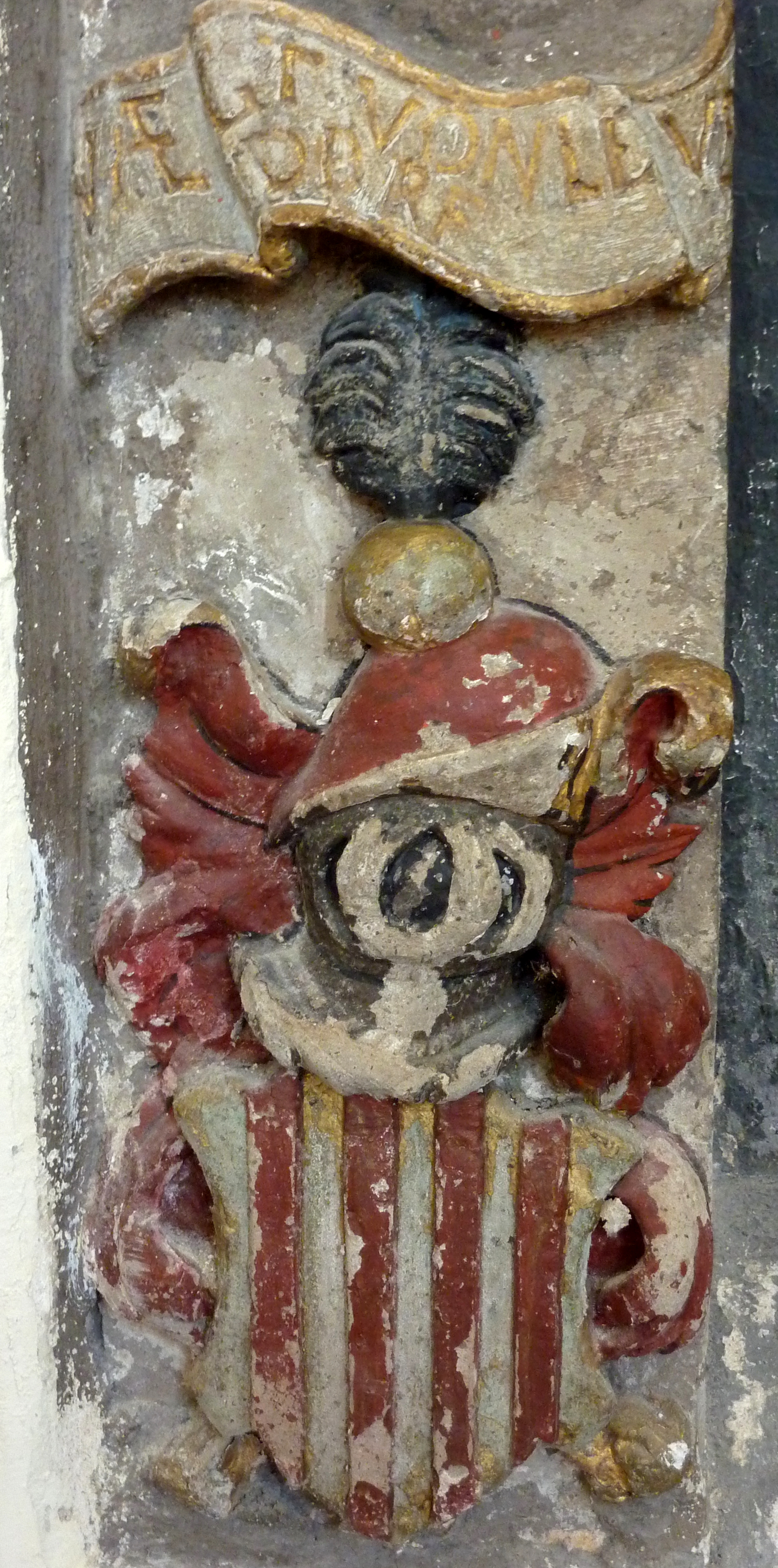
Haegt von Leudsdorf
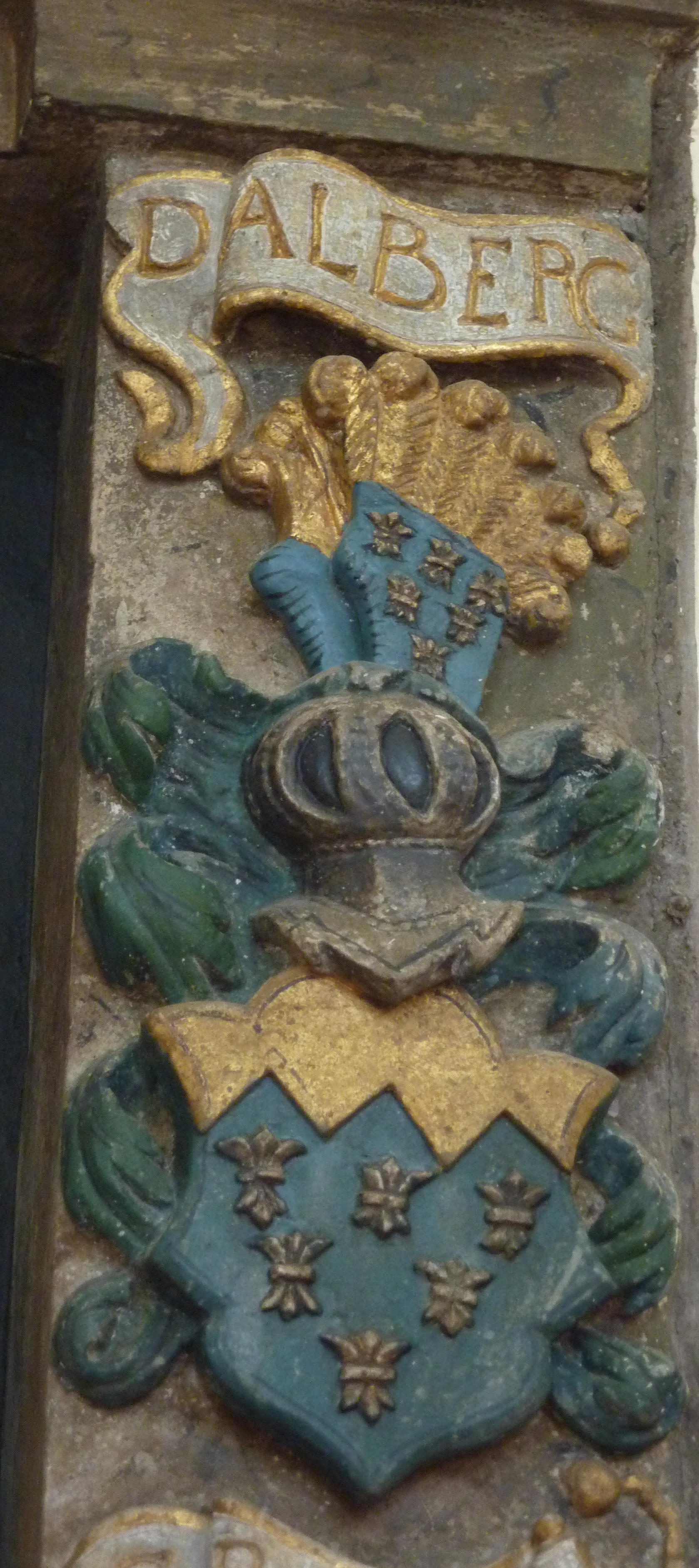
Dalberg
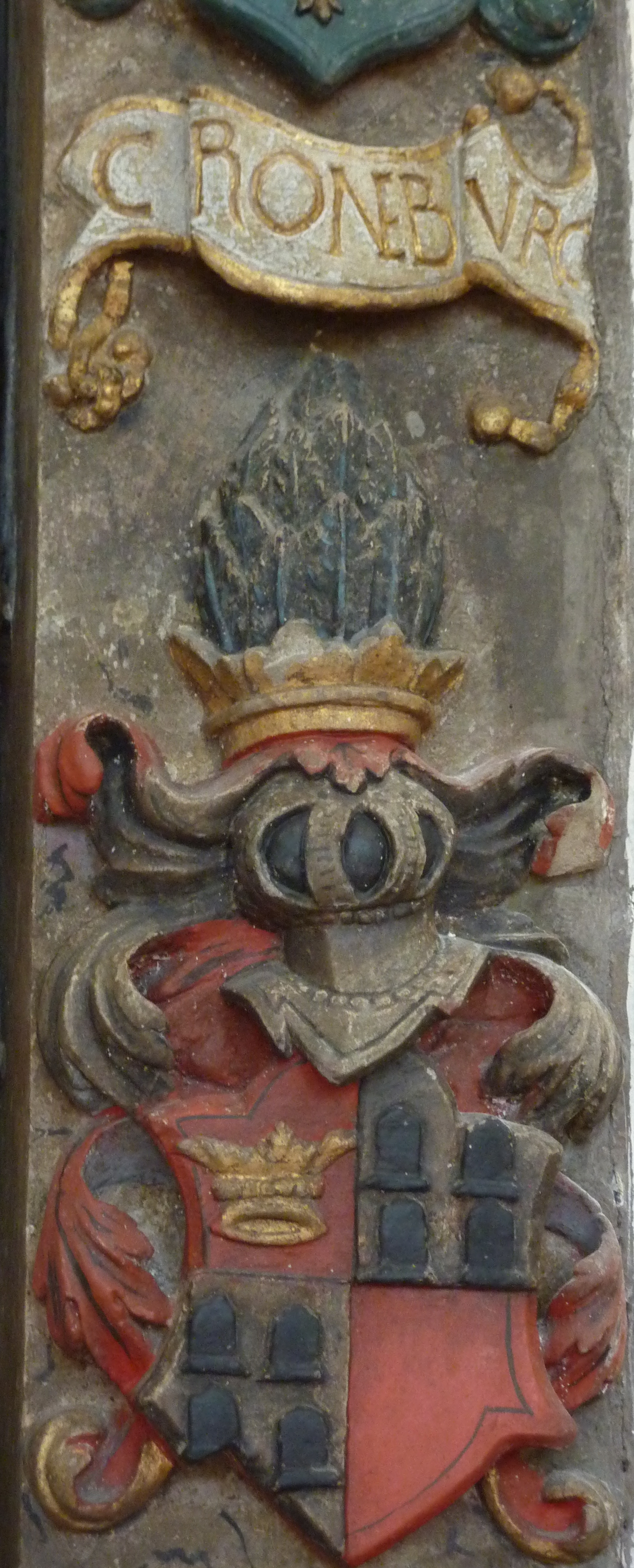
Kronenburg
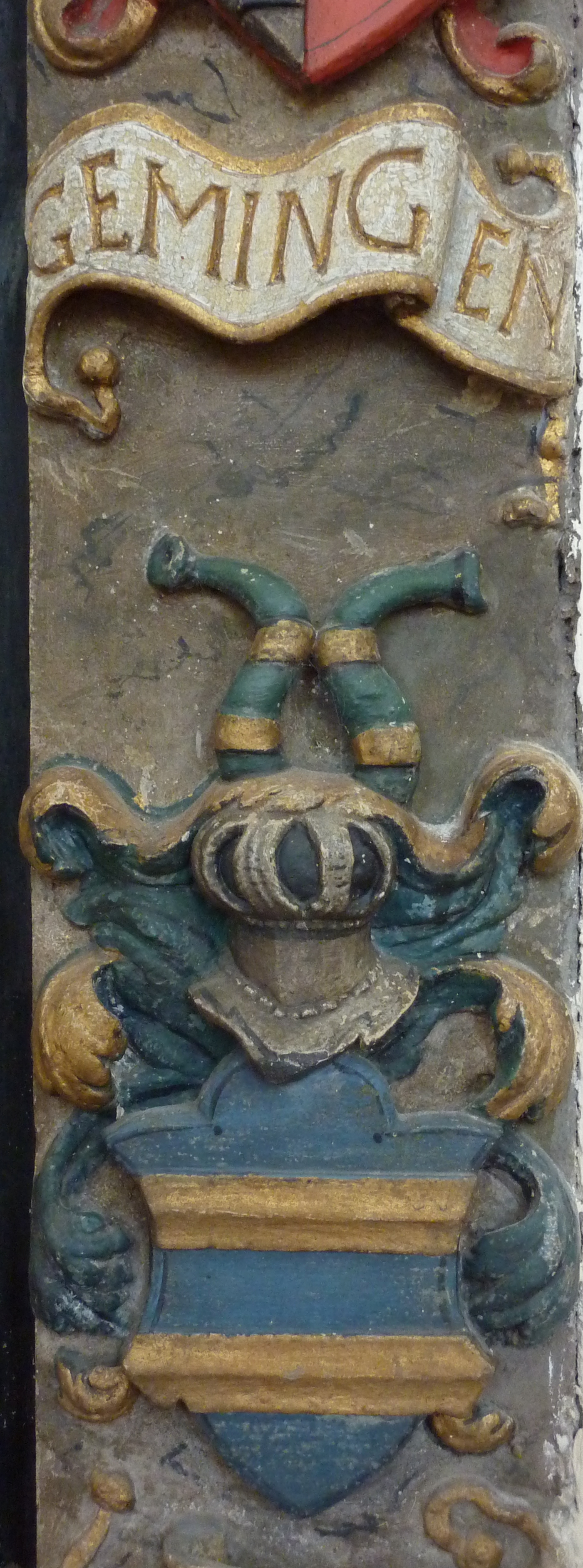
Gemmingen
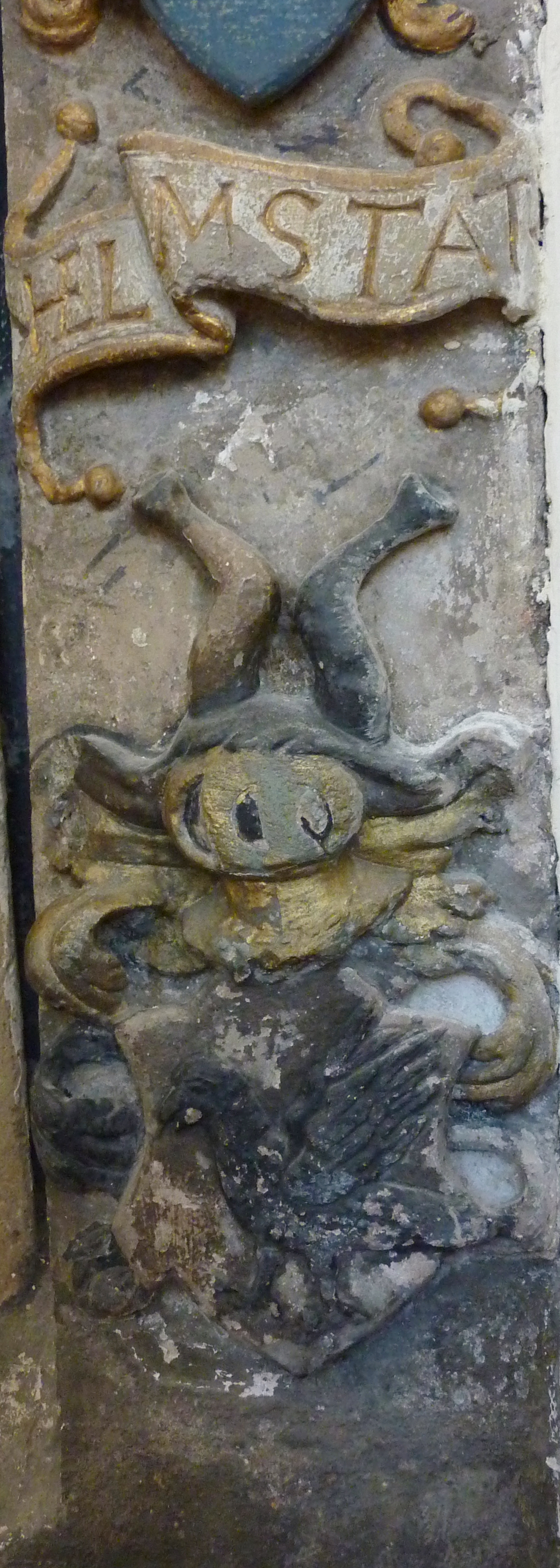
Helmstatt